# Psila dolichocera
Psila dolichocera är en tvåvingeart som beskrevs av Shatalkin 1986. Psila dolichocera ingår i släktet Psila och familjen rotflugor. Inga underarter finns listade i Catalogue of Life.